# Man with Dog
Man with Dog ist ein 1953 von Francis Bacon geschaffenes Ölgemälde mit den Maßen 152,1 × 116,8 cm.

## Beschreibung
Im Beispiel Man with Dog von 1953 stellt Bacon das Tier mitsamt seinem Begleiter, beziehungsweise dessen Beinsilhouette, in einer nächtlichen Straßenszene dar. Eine Leine, durch kleine weiße Punkte geformt, verbindet die beiden Figuren und erweckt den Eindruck, es handle sich um Hund und Halter. Der Hund ist durch weiße und blaue Pinselspuren modelliert, welche die dynamische Bewegung seines Ganges unterstreichen. Die fluchtende Diagonale, die den Bildraum formt, betont dies zusätzlich. Sein Begleiter ist durch eine schwarze Fläche nur bis zu den Oberschenkeln auszumachen, welche durch die verschwommene Malweise hier auch an Schattenformen erinnern.

## Rezeption
Die gesamte Darstellung wirkt durch die flüchtige und diffuse Malweise und der Nachtszenerie vage und nebulös. Neben dem Raumgefüge sind auch die Figuren nicht vollends charakterisierbar und fassbar und die Frage, welche der Figuren gleich einem Schatten in den Raum getreten ist, bleibt ungeklärt.
In seinem Werk widmet sich Francis Bacon dem Bildmotiv des Hundes. Das Interesse an diesem Thema geht besonders auf die Arbeiten des Fotografen Eadweard Muybridge zurück, dessen Studien und Bewegungssequenzen Bacon im Victoria & Albert Museum in London gesehen hatte. Neben Muybridges Arbeit The Human and Animal Locomotion von 1887 ist es Giacomo Ballas Dynamismus eines Hundes an der Leine von 1912, der als Inspirationsquelle für Bacons Man with Dog gesehen werden kann.